# Academic Pediatrics
Academic Pediatrics, abgekürzt Acad. Pediatr., ist eine wissenschaftliche Fachzeitschrift, die vom Elsevier-Verlag veröffentlicht wird. Die Zeitschrift wurde 2001 unter dem Namen Ambulatory Pediatrics gegründet und erhielt 2009 den derzeit gültigen Namen. Sie ist das offizielle Publikationsorgan der Academic Pediatric Association und erscheint mit acht Ausgaben im Jahr. Es werden Arbeiten aus allen Bereichen der Pädiatrie veröffentlicht.
Der Impact Factor lag im Jahr 2014 bei 2,007. Nach der Statistik des ISI Web of Knowledge wird das Journal mit diesem Impact Factor in der Kategorie Pädiatrie an 38. Stelle von 119 Zeitschriften geführt.